# Martella bicavata
Martella bicavata är en spindelart som först beskrevs av Arthur M. Chickering 1946.  Martella bicavata ingår i släktet Martella och familjen hoppspindlar. Inga underarter finns listade i Catalogue of Life.